# Vakia Stavrou
 (avril 2018).
Vakia Stavrou est une chanteuse et auteure-compositrice chypriote.
Mélangeant le fado, la chanson grecque, mais aussi la Nouvelle Vague ou encore le jazz, son univers musical oscille entre la Grèce, le Brésil, le Portugal, l’Espagne ou encore l’Italie au travers un répertoire varié. Elle s’affranchit ainsi de toutes les frontières au travers sa musique.

## Biographie
Vakia est née dans la musique : ses parents, bien qu’ils ne soient pas musiciens professionnels, ils sont tous deux mélomanes. Son amour pour la musique se développe alors dès son plus jeune âge. Encouragée par ses parents, Vakia débute donc un cursus musical en s’inscrivant au Conservatoire National de Chypre, à Nicosia (EΘΝΙΚΟ ΩΔΕΙΟ ΚΥΠΡΟΥ - en grec) pour y apprendre la guitare classique durant quelques années, formée par le professeur Rodoula Leonidou.
Plus tard, Vakia quitte Nicosia pour accéder à un conservatoire supérieur. Elle étudie d’abord au Jazz Studio, en Belgique, puis entame des études supérieures au Conservatoire de Prague, où elle apprend le chant jazz et la musique contemporaine, aux côtés du professeur Eva Svobodova.
Parallèlement, elle continue son apprentissage et se perfectionne en guitare classique. C’est ainsi qu’elle signe un contrat avec Sony BMG Records, à Athènes, en participant à l’album « Sparrows of the rain / Xελιδονια της Βροχης » du compositeur Giorgos Andreou et du poète Dionisis Karatzas, sur lequel elle enregistre deux titres.
Par la suite, elle développe ses projets personnels et sort son premier EP, toujours chez Sony Music Grèce, « O.H.E ».
En 2009, Vakia est désignée « Meilleure révélation de la chanson World », lui permettant de développer une plus grande notoriété et lui ouvrant les portes de nombreuses salles européennes.
Sur son deuxième album, Anemoessa (2013), elle est accompagnée par la plume de l'auteur portugais José Luis Peixoto, et alterne entre compositions originales mais aussi reprises du répertoire italien, brésilien, grec, portugais, argentin et français. Elle travaille également pour cet album avec le brésilien Carlos Bernardo, qui a effectué tous les arrangements ; et avec le parisien Brifo, qui a notamment travaillé sur l’album Kabaret de Patricia Kaas et avec le groupe Gotan Project.
En 2016, elle enregistre l’album Alasia. Souhaitant écrire « des chansons qui touchent le cœur », Vakia parle de l’amour et de la tristesse, rappelant ses « souvenirs d'étés passés au bord la mer, des nuits passées sous les étoiles, la nostalgie, les amours blessées, les promesses oubliées ». Sur cet album, elle travaille une fois de plus avec le musicien Carlos Bernardo qui l’accompagne également sur scène.
Elle s’est notamment produite sur la scène de Chellah, à Rabat (Maroc), à l’occasion de la 16e édition du festival Mawazine en mai 2017.

### Influences
Attirée depuis l’enfance par les mélanges des genres et influences variées, Vakia chante en grec, anglais, portugais ou même français. Son univers musical est influencé à la fois par Billie Holiday, Ella Fitzgerald, Édith Piaf, Maria Bethânia, Chet Baker ou encore Charles Aznavour.

## Discographie
- 2010 : Portrait
- 2013 : Anemoessa
- 2016 : Alasia - Accords Croisés Label / PIAS - Harmonia Mundi